# He Got Game
He Got Game is een Amerikaanse film uit 1998 geregisseerd door Spike Lee. De hoofdrollen worden vertolkt door Denzel Washington en Ray Allen.

## Verhaal
Jake Shuttlesworth zit vast in de gevangenis omdat hij schuldig bevonden is aan de dood van zijn vrouw. Hij wordt voorwaardelijk vrijgelaten op voorwaarde dat hij zijn zoon Jesus, de meest talentvolle basketbalspeler van het land, overtuigt om naar de Universiteit van Big State te gaan om daarmee de gouverneur een genoegen te doen. Hij heeft slechts een week de tijd om zijn zoon om te praten, die ene week roept een hele hoop emoties en problemen op.

## Rolverdeling
| Acteur             | Personage              |
| ------------------ | ---------------------- |
| Denzel Washington  | Jake Shuttlesworth     |
| Ray Allen          | Jesus Shuttlesworth    |
| Milla Jovovich     | Dakota Burns           |
| Rosario Dawson     | Lala Bonilla           |
| Hill Harper        | Coleman 'Booger' Sykes |
| Zelda Harris       | Mary Shuttlesworth     |
| Ned Beatty         | Warden Wyatt           |
| Jim Brown          | Spivey                 |
| Joseph Lyle Taylor | Crudup                 |
| Bill Nunn          | Oom Bubba              |
| Rick Fox           | Chick Deagan           |

## Prijzen en nominaties
- 1999 - Black Film Award
  - Beste film
  - Beste regisseur: Spike Lee
  - Beste acteur: Denzel Washington
  - Beste script: Spike Lee
  - Beste soundtrack
- 1999 - Image Award
  - Beste film
  - Beste acteur: Denzel Washington
  - Beste jonge actrice: Zelda Harris
- 1999 - MTV Movie Award
  - Beste

## Weetjes
- De film is gefilmd in slechts 23 dagen.
- Het is de eerste film van Spike Lee die opende op nummer 1 in de Amerikaanse box office.